# Eltroplectris cogniauxiana
Eltroplectris cogniauxiana là một loài thực vật có hoa trong họ Lan. Loài này được (Schltr.) Pabst mô tả khoa học đầu tiên năm 1974.